# Circonscription de Kokosa
La circonscription de Kokosa est une des 177 circonscriptions législatives de l'État fédéré Oromia, elle se situe dans la Zone Ouest Arsi. Son représentant actuel est Kebede Geshe Dida.